# PGP (ген)
PGP (англ. Phosphoglycolate phosphatase) – білок, який кодується однойменним геном, розташованим у людей на 16-й хромосомі. Довжина поліпептидного ланцюга білка становить 321 амінокислот, а молекулярна маса — 34 006.
| 10         |  | 20         |  | 30         |  | 40         |  | 50         |
| ---------- |  | ---------- |  | ---------- |  | ---------- |  | ---------- |
| MAAAEAGGDD |  | ARCVRLSAER |  | AQALLADVDT |  | LLFDCDGVLW |  | RGETAVPGAP |
| EALRALRARG |  | KRLGFITNNS |  | SKTRAAYAEK |  | LRRLGFGGPA |  | GPGASLEVFG |
| TAYCTALYLR |  | QRLAGAPAPK |  | AYVLGSPALA |  | AELEAVGVAS |  | VGVGPEPLQG |
| EGPGDWLHAP |  | LEPDVRAVVV |  | GFDPHFSYMK |  | LTKALRYLQQ |  | PGCLLVGTNM |
| DNRLPLENGR |  | FIAGTGCLVR |  | AVEMAAQRQA |  | DIIGKPSRFI |  | FDCVSQEYGI |
| NPERTVMVGD |  | RLDTDILLGA |  | TCGLKTILTL |  | TGVSTLGDVK |  | NNQESDCVSK |
| KKMVPDFYVD |  | SIADLLPALQ |  | G          |  |            |  |            |

A: Аланін

C: Цистеїн

D: Аспарагінова кислота

E: Глутамінова кислота

F: Фенілаланін

G: Гліцин

H: Гістидин

I: Ізолейцин

K: Лізин

L: Лейцин

M: Метіонін

N: Аспарагін

P: Пролін

Q: Глутамін

R: Аргінін

S: Серин

T: Треонін

V: Валін

W: Триптофан

Кодований геном білок за функціями належить до гідролаз, протеїн-фосфатаз. 
Задіяний у такому біологічному процесі, як вуглеводний обмін. 
Білок має сайт для зв'язування з іонами металів, іоном магнію. 